# 욤 하쇼아

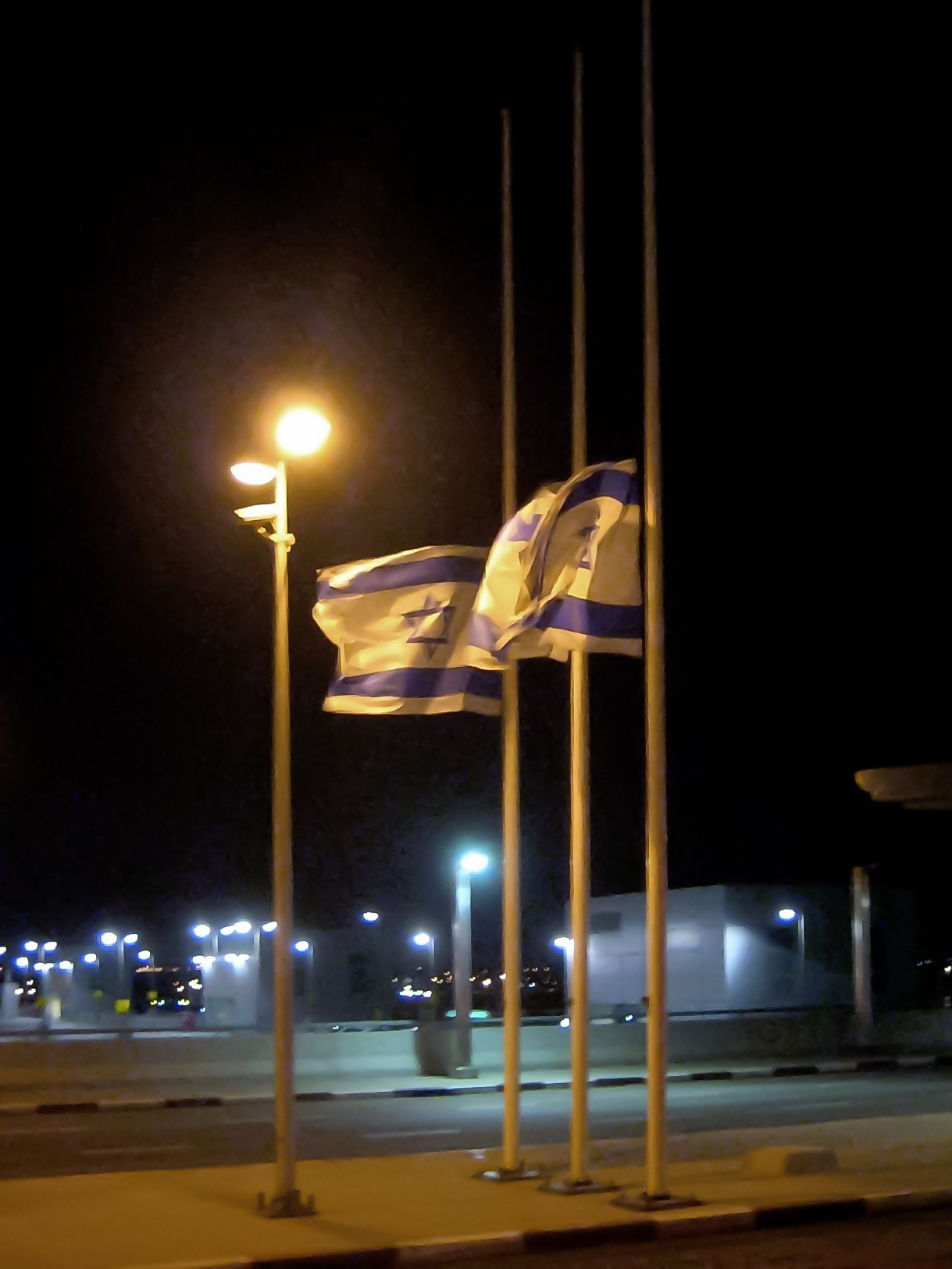

홀로코스트 추모일(히브리어: יום הזיכרון לשואה ולגבורה) 또는 욤 하쇼아(히브리어: יום השואה)는 나치 독일과 그 협력자들이 자행한 홀로코스트로 사망한 약 600만 유대인과 유대인 저항을 기념하는 이스라엘의 기념일이다. 이스라엘에서는 국경일로, 최초의 공식 기념식은 1951년에 열렸다. 유대력의 니산달의 27일로 정해져 있으며, 태양력을 하면 4월과 5월쯤 된다.